# Hydriomena marmorata
Hydriomena marmorata är en fjärilsart som beskrevs av Finke 1924. Hydriomena marmorata ingår i släktet Hydriomena och familjen mätare. Inga underarter finns listade i Catalogue of Life.